# Renáta Jamrichová
Renáta Jamrichová (* 20. Juni 2007 in Trnava) ist eine slowakische Tennisspielerin.

## Karriere
Im Oktober 2022 spielte Jamrichová mit den ITF-Turnieren in Trnava und Bratislava ihre ersten Profiturniere. Am 27. Januar 2023 triumphierte sie im Juniorinnendoppel bei den Australian Open gemeinsam mit ihrer Partnerin Federica Urgesi. Im Finale besiegten sie das japanische Duo Hayu Kinoshita/Sara Saito mit 7:65, 1:6 und [10:7].
Am 27. Januar 2024 holte sie sich bei den Australian Open ihren ersten Grand-Slam-Titel im Einzel bei den Juniorinnen. Im Finale triumphierte sie gegen Emerson Jones mit 6:4 und 6:1. Bei den French Open im Juni erreichte sie im Juniorinneneinzel das Viertelfinale und gewann gemeinsam mit Partnerin Tereza Valentová den Titel im Juniorinnendoppel. Bei den Wimbledon Championships ging Renáta Jamrichová ein letztes Mal in der Juniorinnenkategorie an den Start. Während sie mit der Japanerin Ena Koike im Doppel-Wettbewerb bereits im Achtelfinale ausschied, erreichte sie im Einzelwettbewerb als Nummer 1 gesetzte Spielerin das Finale und besiegte dort Emerson Jones in zwei Sätzen. Während des gesamten Turniers gab sie keinen einzigen Satz ab.
2022 wurde sie erstmals für die slowakische Billie-Jean-King-Cup-Mannschaft aufgestellt, zu einem Einsatz kam es jedoch nicht. Nachdem die Slowakei in der Qualifikation des Billie Jean King Cup 2023 durch eine Niederlage gegen Italien die Finalrunde verpasst hatte, wurde Renáta Jamrichová für die Playoffs nominiert. Dort traf sie mit der Slowakei auf Argentinien und konnte mit ihrem Sieg gegen Nadia Podoroska dazu beitragen, dass die Slowakei in der Topgruppe des Billie Jean King Cup verblieb.

## Turniersiege
Einzel 
| Nr. | Datum          | Turnier             | Kategorie | Belag     | Finalgegnerin       | Ergebnis       |
| --- | -------------- | ------------------- | --------- | --------- | ------------------- | -------------- |
| 1.  | 31. März 2024  | Scharm asch-Schaich | ITF W15   | Hartplatz | Elena-Teodora Cadar | 2:6, 6:3, 6:3  |
| 2.  | 28. April 2024 | Telde               | ITF W15   | Sand      | María García Cid    | 6:3, 6:74, 6:2 |

## Abschneiden bei Grand-Slam-Turnieren

### Juniorinneneinzel
| Turnier         | 2022 | 2023 | 2024 | Karriere |
| --------------- | ---- | ---- | ---- | -------- |
| Australian Open | —    | VF   | S    | S        |
| French Open     | —    | AF   | VF   | VF       |
| Wimbledon       | 1    | HF   | S    | S        |
| US Open         | 1    | HF   | —    | HF       |

Zeichenerklärung: S = Turniersieg; F, HF, VF, AF = Einzug ins Finale / Halbfinale / Viertelfinale / Achtelfinale; 1, 2, 3 = Ausscheiden in der 1. / 2. / 3. Hauptrunde; nicht ausgetragen

### Juniorinnendoppel
| Turnier         | 2022 | 2023 | 2024 | Karriere |
| --------------- | ---- | ---- | ---- | -------- |
| Australian Open | —    | S    | AF   | S        |
| French Open     | —    | HF   | S    | S        |
| Wimbledon       | AF   | HF   | AF   | HF       |
| US Open         | AF   | HF   | —    | HF       |